# Cesta (graf)

Cesta na šesti vrcholech

V teorii grafů se termínem cesta v grafu G = (V, E) označuje posloupnost {\displaystyle P=(v_{0},e_{1},v_{1},\ldots ,e_{n},v_{n})}, pro kterou platí {\displaystyle e_{i}=\{v_{i-1},v_{i}\}} (případně {\displaystyle e_{i}=(v_{i-1},v_{i})} pro orientované grafy) a navíc {\displaystyle v_{i}\neq v_{j}{\mbox{ pro }}i\neq j}. Je to tedy posloupnost vrcholů, pro kterou platí, že v grafu existuje hrana z daného vrcholu do jeho následníka. Žádné dva vrcholy (a tedy ani hrany) se přitom neopakují.
Poslední podmínka odlišuje cestu od dvou podobných pojmů:
- tah je posloupnost, kde se mohou opakovat vrcholy, ale ne hrany
- sled je posloupnost, kde se mohou opakovat i hrany

## Vlastnosti
- délka cesty je počet jejích hran nebo vrcholů (pro různé účely se definuje různě)
- je-li graf G = (V, E) vážený s ohodnocením {\displaystyle w:E\rightarrow \mathbb {R} }, pak váha (cena, …) cesty P v grafu G je {\displaystyle \sum _{e\in P}{w(e)}}
- povolíme-li {\displaystyle v_{0}=v_{n}}, formálně již nejde o cestu, ale o kružnici

## Disjunktní cesty
Cesty {\displaystyle P=(v_{0},e_{1},v_{1},\ldots ,e_{n},v_{n})} a {\displaystyle P'=(v_{0}',e_{1}',v_{1}',\ldots ,e_{m}',v_{m}')} jsou
- vrcholově disjunktní, pokud {\displaystyle \{v_{i}\}\cap \{v_{j}'\}=\emptyset }
- hranově disjunktní, pokud {\displaystyle \{e_{i}\}\cap \{e_{j}'\}=\emptyset }

## Kružnice
Kružnicí nazýváme uzavřenou cestu. Tedy cestu, která začíná a končí ve stejném vrcholu.